# Гарленда
Гарленда (итал. Garlenda) — коммуна в Италии, располагается в регионе Лигурия, в провинции Савона.
Население составляет 1232 человека (2008 г.), плотность населения составляет 149 чел./км². Занимает площадь 8 км². Почтовый индекс — 17033. Телефонный код — 0182.
В коммуне 8 сентября особо празднуется Рождество Пресвятой Богородицы.

## Демография
Динамика населения:

## Администрация коммуны
- Официальный сайт: